# Kicker Sportmagazin

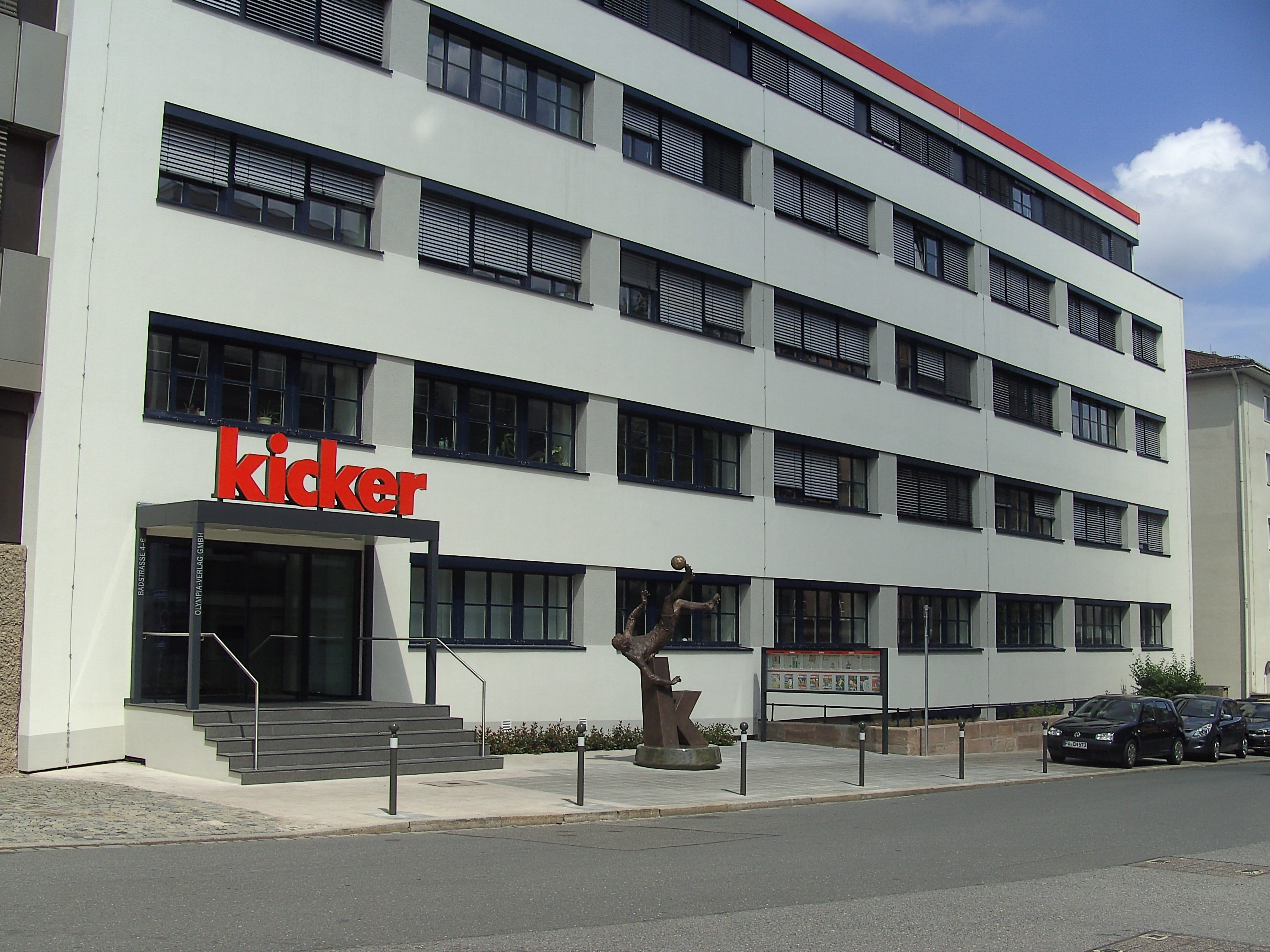
Hoofdkantoor van Kicker (Neurenberg)

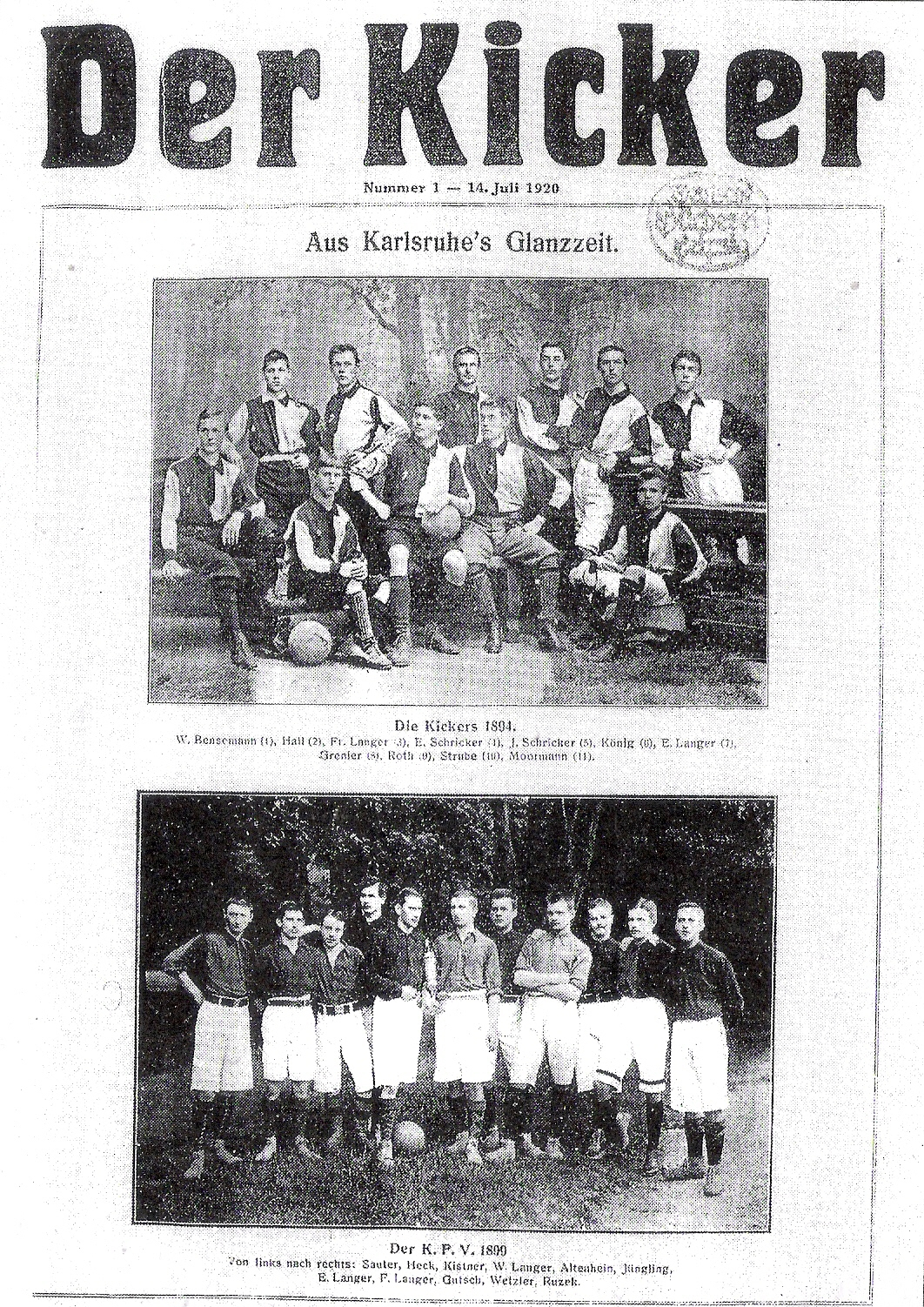
Voorkant eerste uitgave van kicker.

Kicker (of Der Kicker genoemd) is het belangrijkste voetbaltijdschrift van Duitsland. Het blad, dat twee keer per week verschijnt, heeft een oplage van 258.000 (op maandag) of 228.000 (op donderdag) exemplaren. Sinds 2010 is de hoofdredacteur Klaus Smentek. Het hoofdkantoor staat in Neurenberg, maar er zijn tevens regionale redacties in Berlijn, Offenbach, Peine en Remscheid). Kicker wordt op 13 verschillende plaatsen gelijktijdig gedrukt.
Der Kicker is een van de oprichters van ESM (European Sports Magazines), een samenwerkingsverband van diverse Europese voetbaltijdschriften.

## Geschiedenis
Op 14 juli 1920 werd Kicker door Walther Bensemann in Konstanz opgericht. Na enkele jaren in Stuttgart en Ludwigshafen kwam de hoofdredactie in Neurenberg te zitten. Na een gedwongen stopzetting in de herfst van 1944 werd het blad in 1946 opnieuw als “Sport” opgericht (vanaf januari 1948 “Sportmagazin”). In 1951 werd een nieuw blad met de naam Kicker opgericht. De twee titels kwamen enkele jaren parallel uit, totdat ze in 1968 tot het kicker Sportmagazin werden samengevoegd.

## Prijzen
Sinds 1968 schenkt kicker jaarlijks het Torjägerkanone, een ijzeren kanonnetje, aan de topscorer van de Bundesliga. Vóór 1966 werd deze prijs door Sportmagazin uitgereikt. 
Samen met leden van het Verbond van Duitse Sportjournalisten (VDS) reikt kicker jaarlijks een prijs uit aan de voetballer en voetbalster van het jaar in Duitsland.

## Beste voetbalclubs van de 20e eeuw
In 1998 publiceerde kicker een lijst met de beste voetbalclubs van de 20e eeuw.
1. Real Madrid
2. Ajax
3. AC Milan
4. Bayern München
5. FC Barcelona
6. Manchester United
7. Benfica
8. Dinamo Kiev
9. Juventus
10. Internazionale

## Grootste voetbalclubs (1863–2014)
In 2014 publiceerde kicker een nieuwe lijst met de beste voetbalclubs in de geschiedenis. Deze keer werd het gevormd op basis van de meningen van de redactie van het tijdschrift. De lijst was gebaseerd op criteria zoals de geschiedenis van de clubs, prestaties op het internationale toneel, gewonnen titels en de carrière van de eigen spelers. In de top tien vertegenwoordigden drie teams (West-)Duitsland.
1. Real Madrid
2. Bayern München
3. Manchester United
4. Liverpool
5. FC Barcelona
6. AC Milan
7. Juventus
8. Boca Juniors
9. Hamburger SV
10. Borussia Mönchengladbach